# フランソワ・アンドレ・ミショー

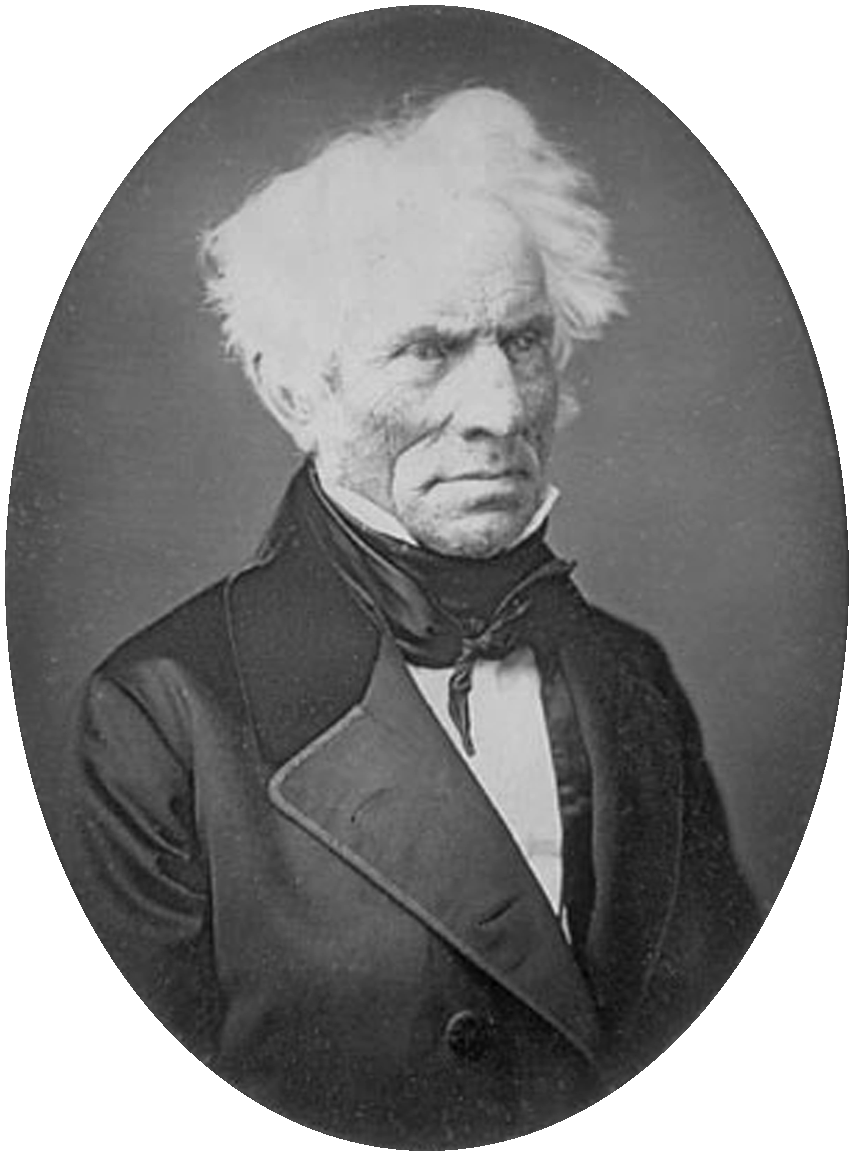
フランソワ・アンドレ・ミショー

フランソワ・アンドレ・ミショー（François André Michaux、1770年8月16日 - 1855年10月23日）は、フランスの植物学者である。アメリカ地域の調査旅行をしばしば行い、ペンシルベニア州のミショー森林公園（Michaux State Forest）に名前が残されている。

## 生涯
ヴェルサイユのSatoryに生まれた。父親は植物学者、探検家のアンドレ・ミショー（André Michaux: 1746-1802）で、1785年に父親とともに植物資源の調査のためにアメリカ合衆国に渡った。父親はニューヨーク近くのHackensackに最初の植物栽培場を作り、チャールストン近くにも植物栽培場を作った。父親とともに北部フロリダを調査した。
1790年に医学を学ぶためにフランスに戻った。父親は1796年にフランスに戻るが、1801年にインド南部の探検に出て、1802年にマダガスカルで没した。1801年にミショーは父親の設立した農園の売却のためにアメリカに渡り、1803年に旅行記、"Voyage à l'ouest des monts Alléghanys dans les États de l'Ohio, du Kentucky et du Tennessee, et retour à Charleston par les Hautes-Carolines... entrepris pendant l'an X" を出版した。1805年には北米の樹木に関する著書、"Mémoire sur la naturalisation des arbres forestiers de l'Amérique septentrionale" を出版した。翌年アメリカ政府から、樹木の調査のために3度目の渡米を求められた。チャールストンへの移動途中にイギリス船に拿捕されるが、セントジョージ島で開放される経験をした。アメリカ滞在後、1808年にフランスに戻り、1810年からバミューダ諸島、セント・ジョージに関する著作、"Notice sur les Îles Bermudes, et particulièrement sur l’Île Saint-Georgesや、アメリカの樹木に関するHistoire des arbres forestiers de l'Amérique septentrionale, considérés principalement sous les rapports de leur usage dans les arts et de leur introduction dans le commerce" (L. Haussmann et d'Hautel, Paris) を出版した。1818年から1819年に主著『北アメリカの森林』（"The North American Sylva, or a Description of Forest Trees of the United States, Canada, and Nowa Scotia, Considered Particularly with Respect to Their Use in the Arts and Their Introduction into Commerce"）の出版をした。
1820年から1855年まで中央農業学会（Société centrale d’agriculture、後の農学アカデミー）の会長を務めた。ダルクール城の敷地内に樹木園を作成する仕事も行った。レジオンドヌール勲章を受勲した。